# In 100 Years
«In 100 Years» — сингл немецкой группы Modern Talking с альбома In the Garden of Venus, выпущенный 9 ноября 1987 года. Трек, как и почти все песни дуэта, написан Дитером Боленом и является единственным синглом с шестого альбома группы. Это был последний релиз Modern Talking во время первого периода их существования перед самым их распадом позже в том же году. Сингл занял 4 место в топ-чартах Испании, 16 место в топ-чартах Южной Африки и 30 место в топ-чартах Германии. В 1998 году новая версия песни вошла в седьмой альбом группы Back For Good.

## Чарты
| Чарты (1987)                   | Позиция в чартах |
| ------------------------------ | ---------------- |
| Германия (GfK)                 | 30               |
| Spain (AFYVE)                  | 4                |
| South Africa (Springbok Radio) | 16               |

## История создания
Запись сингла проходила в Гамбурге в мае 1987 года. Отношения между участниками дуэта были настолько плохими, что запись клипа к синглу  проходила для каждого из них в отдельные дни, а в самом клипе даже нет кадров, где они были бы вместе. В музыкальном плане сингл является дальнейшим развитием минорного звучания, характерного для этого периода творчества композитора Дитера Болена и, в частности, для альбома In The Garden Of Venus. Рассказ о безрадостных картинах возможного будущего, о том, что через 100 лет «любовь будет запрещена», а «компьютеры везде, ты носишь пистолет, за тобой слежка». Кроме основной версии была записана длинная версия-ремикс и полу-инструментальная версия.

## Список композиций
7"
A: In 100 Years (Part I) 3:58
B: In 100 Years (Part II) 4:01
12"
A: In 100 Years (Long Version — Future Mix) 6:38
B: In 100 Years (Part I & Part II) 3:58 + 4:01

## Промоушн
Сингл «In 100 Years», как и альбом In the Garden of Venus, был выпущен на рынок в ноябре 1987 года, фактически после распада группы. Отношения участников дуэта были настолько плохи, что ни о какой промокампании (хотя бы на уровне кампании в поддержку предыдущего альбома и сингла) речи быть не могло. К синглу нужно было снять видеоклип, однако, Дитер Болен и Томас Андерс не пожелали сниматься вместе, поэтому они приезжали на съемочную площадку (в Мюнхене) в разные дни и в видео нет ни одного кадра, где певцы были бы вместе. По сюжету клипа Дитер и Томас бродят по заброшенному городу: по старым улицам, старым трамваям, ходят по комнатам заброшенного дома. Периодически показываются документальные кадры кинохроники с природными и техногенными катастрофами (наводнениями, пожарами, бурями, взрывом американского шаттла «Челленджер»), боевыми действиями (высадка войск на берег, взрыв атомной бомбы). Атмосфера тревоги, страха перед глобальными катастрофами, описанная в песне, отлично передана в видеоклипе. Кроме того, сам клип является совершенно нетипичным для творчества группы: он довольно мрачный и не похож на беззаботные и простые клипы 1985—1986 годов.
На виниловых пластинках сингл выходил в Германии, Дании, Филиппинах, Италии.